# No, no, no (Thalía-dal)
A No, no, no Thalía és az Aventura együttes frontembere, Anthony „Romeo” Santos közös dala, az énekesnő El sexto sentido című albumának utolsó kislemeze, amelyet az album 2006-ban megjelent Re+Loaded című különkiadáshoz készítettek. A dal szerzője maga Anthony Santos, producere Archie Peña. Bár a felvétel – minden bizonnyal – 2005-ben készült, nem került rá az eredeti nagylemezre, és hivatalosan csak 2006. július 13-án mutatták be.
A dal 4. lett a Billboard Top Latin Songs és Latin Pop slágerlistáin, valamint 5. a Latin Tropical Airplay listán.

## A dal és a videóklip

Thalía és Anthony Santos a videóklipben

A bachata-pop stílusú romantikus dal egy szentimentális szerelmi történetet mesél el. A videóklipben, amelyet 2006 júniusában forgattak New York-ban, Thalía és Anthony egy szerelmespárt alakítanak. Kezdetben közösen bowlingoznak, majd biliárdoznak egy bárban, ám az egyik pillanatban, amikor a lány a pulthoz megy italt kérni, a fiút egy másik nő társaságában látja. Thalía otthagyja őt, és amikor a fiú telefonon hívja, hogy kibéküljön vele, a lány elmondja, hogy nem tud neki megbocsátani, így végleg szakítanak. Thalía és Anthony a klipben eközben bachatát táncolnak.
A hírek szerint – a Thalía és Anthony közötti, bár nem látszó tíz év korkülönbség ellenére – a két sztár nagyon élvezte egymás társaságát a klip forgatása alatt, mint arról beszámolt az énekesnő hivatalos honlapja.
| (spanyolul) «La buena química entre las dos estrellas quedó plasmada en la cámara y será del gusto de todos ustedes» | (magyarul)„A két sztár közötti jó összhangot megörökítette a kamera, és mindannyiótok örömére válik majd.” |
| – Thalia.com archívum                                                                                                | |

## Lo Nuestro díj
A dallal Thalía és Anthony Santos Lo Nuestro díjat nyert Az év legjobb dala (popzene) kategóriában. Mivel a díjkiosztón az énekesnő nem tudott megjelenni, a trófeát Anthony vette át, és a Thalía-rajongók, illetve a média nagy felháborodását keltette, hogy elfelejtette Thalíának megköszönni azt. Thalía ugyanakkor hivatalos honlapján fejezte ki köszönetét rajongóinak az album és a dal támogatásáért.
A dominikai énekes később bocsánatot kért a mexikói dívától, és azzal magyarázta figyelmetlenségét, hogy abban a felfokozott pillanatban csak a hétéves fiára tudott gondolni, akinek a díjat felajánlotta. Mindazonáltal az Aventura-rajongók természetesen nem háborodtak fel a történtek miatt, mivel szerintük a díjat Anthony Santos érdemelte ki, hiszen ő írta a dalt.

## Külső hivatkozások
- Thalía – El sexto sentido (Thalia.com)
- No, no, no. YouTube